# Liste der Monuments historiques in Saint-Christophe-de-Valains
Die Liste der Monuments historiques in Saint-Christophe-de-Valains führt die Monuments historiques in der französischen Gemeinde Saint-Christophe-de-Valains auf.

## Liste der Bauwerke
| Bezeichnung            | Beschreibung | Standort | Kennzeichnung | Schutzstatus | Datum | Bild           |
| ---------------------- | ------------ | -------- | ------------- | ------------ | ----- | -------------- |
| Château de la Bélinaye | Schloss      | (Lage)   | PA00090770    | Inscrit      | 1968  | weitere Bilder |

## Liste der Objekte

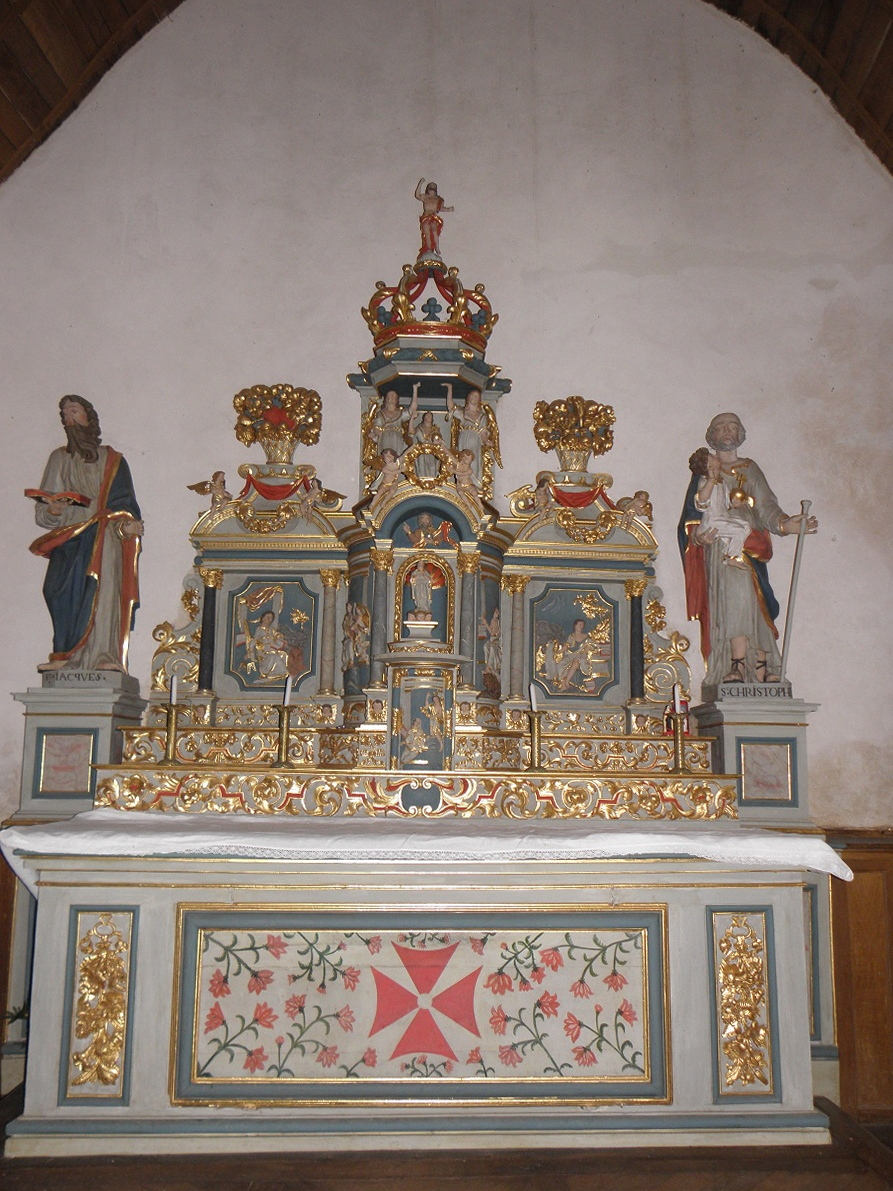
Hauptaltar (17. Jahrhundert) in der Kirche St-Christophe

- Monuments historiques (Objekte) in Saint-Christophe-de-Valains in der Base Palissy des französischen Kultusministeriums